# Аркатово (Тверская область)
Аркатово — деревня в Калининском районе Тверской области. Относится к Аввакумовскому сельскому поселению.
Расположена к северо-востоку от Твери, на Сахаровском шоссе, между Аввакумово и посёлком Сахарово (0,5 км).
В 1997 году — 38 хозяйств, 105 жителей. В 2002 году — 118 жителей.